# Antonio del Hoyo
Antonio del Hoyo Álvarez (Madrid, 30 de diciembre de 1939-Madrid, 10 de marzo de 2014) fue un abogado español, y presidente del Atlético de Madrid en 1982.

## Biografía
Cuando Alfonso Cabeza fue sancionado el 13 de enero de 1982 por la Real Federación Española de Fútbol, Del Hoyo, que era vicesecretario de la junta de Cabeza, asumió la presidencia del Atlético en una etapa convulsa, en la que se vivieron algunos conflictos, como los derivados de las negociaciones con el Fútbol Club Barcelona, que ya había fichado del Atlético a Marcos Alonso y ahora pretendía hacer lo propio con Julio Alberto.
Finalmente, el 27 de abril de aquel año presentaba su dimisión. Le sustituiría Agustín Cotorruelo.